# Marc von der Höh

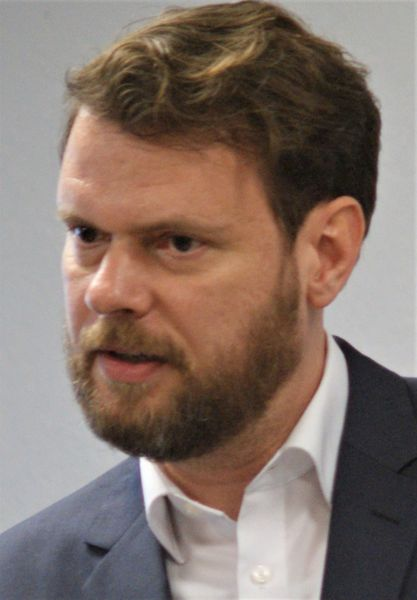
Marc von der Höh, aufgenommen von Werner Maleczek 2015

Marc Christian von der Höh (* 13. April 1970 in Wermelskirchen) ist ein deutscher Historiker. Seit 2017 lehrt er als Professor für Mittelalterliche Geschichte an der Universität Rostock.

## Leben
Marc von der Höh legte 1989 das Abitur in Remscheid ab. Von 1991 bis 1995 studierte er Geschichte, Germanistik, Soziologie und Historischen Hilfswissenschaften an den Universitäten Köln und Düsseldorf. Im Jahre 1997 legte er das Erste Staatsexamen in Geschichte und Germanistik an der Universität zu Köln ab. Von 1998 bis 2002 war er dort Stipendiat im DFG-Graduiertenkolleg „Vormoderne Konzepte von Zeit und Vergangenheit“. Am DHI Rom hatte er 2001 ein Forschungsstipendium. Von 2002 bis 2005 war er Wissenschaftlicher Mitarbeiter im Projekt „Stadt und Residenz in Mitteldeutschland“ der Historischen Kommission für Sachsen-Anhalt. Im Jahr 2004 wurde er an der Universität Halle-Wittenberg bei Andreas Ranft mit einer Arbeit über die Formen und Funktionen des Umgangs mit der Vergangenheit im hochmittelalterlichen Pisa (1050–1150) promoviert.
Im Jahr 2006 wurde von der Höh Wissenschaftlicher Assistent und 2007 Akademischer Rat am Lehrstuhl für die Geschichte des Späten Mittelalters an der Ruhr-Universität Bochum bei Nikolas Jaspert. 2010/11 war er Fellow am Kulturwissenschaftlichen Kolleg Konstanz. Er hatte Lehrstuhlvertretungen an der Universität Freiburg (2013/2014) und an der Universität Bochum (2014/2015) inne. Im Jahr 2014 habilitierte er sich für Mittelalterliche Geschichte und Historische Hilfswissenschaften mit einer Arbeit zur verwandtschaftlichen Strukturierung der älteren Kölner Führungsschicht im Spätmittelalter. Seit 2017 lehrt er als Professor für Mittelalterliche Geschichte an der Universität Rostock.

## Forschungsschwerpunkte
Seine Forschungsschwerpunkte sind Stadtgeschichte, Hof- und Residenzenforschung, Historische Hilfswissenschaften (vor allem Handschriftenkunde, Heraldik und Epigraphik), Geschichte des Mittelmeerraumes, mittelalterliche Erinnerungskulturen, historische Verwandtschaftsforschung.
In seiner Dissertation untersuchte er die Entstehung der Erinnerungskultur in Pisa zwischen 1050 und 1150. Die Arbeit besteht mit der frühen kommunalen Geschichtsschreibung (S. 41–201) und der Geschichte im Stadtraum – die Stadt als Erinnerungsraum (S. 202–426) aus zwei Teilen. Dabei versteht er unter Erinnerungskultur „die Summe aller in einer gegebenen Kultur vorhandenen Formen der Repräsentation von Vergangenem“. Im ersten Teil fragt er anhand der frühen kommunalen Geschichtsschreibung nach einer spezifischen Auswahl erinnerungswürdiger Ereignisse. Der Schwerpunkt liegt auf den annalistischen Texten, „da diese bei aller Kargheit der Einträge die städtische Geschichte im zeitlichen Überblick darstellen und somit besser die Auswahlkriterien ihrer Autoren erkennen lassen“. Im frühkommunalen Geschichtsbild ist Pisa vor allem die Stadt der Heidenbekämpfer. Die Bedrohung durch die Sarazenen zu Beginn des 11. Jahrhunderts und die dadurch ausgelösten Flottenexpeditionen ins westliche Mittelmeer sind nach seinen Forschungen geradezu das „Gründungserlebnis der Pisaner Stadtgemeinschaft“. Nach Florian Hartmann hat von der Höhs Arbeit „die Forschungen zur Pisaner Geschichtsschreibung und Erinnerungskultur in der blühenden Periode der Stadt erheblich bereichert“.
Er ist Mitherausgeber zweier Sammelbände über Symbolische Interaktion in Residenzstädten des späten Mittelalters und der frühen Neuzeit (2013) sowie eines anderen Sammelbands über Cultural Brokers at Mediterranean Courts in the Middle Ages (2013). Er arbeitet an einer Edition und einem historischen Kommentar zum Familienbuch des Werner Overstolz, das zu den wichtigsten Quellen zur Sozial- und Kulturgeschichte des spätmittelalterlichen Kölns gehört.

## Schriften (Auswahl)
Monographien
- Erinnerungskultur und frühe Kommune. Formen und Funktionen des Umgangs mit der Vergangenheit im hochmittelalterlichen Pisa (1050–1150) (= Hallische Beiträge zur Geschichte des Mittelalters und der Frühen Neuzeit. Bd. 3). Akademie Verlag, Berlin 2006, ISBN 978-3-05-004181-0.

Herausgeberschaften
- Traditionen, Zäsuren, Dynamiken. 600 Jahre Universität Rostock. Böhlau, Wien u. a. 2019, ISBN 978-3-412-51635-2.
- mit Katharina Bolle, Nikolas Jaspert: Inschriftenkulturen im kommunalen Italien: Traditionen, Brüche, Neuanfänge (= Materiale Textkulturen. Bd. 21). De Gruyter, Berlin 2019, ISBN 3-11-063836-3.
- Nikolas Jaspert, Jenny Rahel Oesterle: Cultural Brokers at Mediterranean Courts in the Middle Ages (= Mittelmeerstudien. Bd. 1). Schöningh, Paderborn  2013, ISBN 978-3-506-77559-7.
- mit Gerrit Deutschländer und Andreas Ranft: Symbolische Interaktion in der Residenzstadt des Spätmittelalters und der Frühen Neuzeit (= Hallische Beiträge zur Geschichte des Mittelalters und der Frühen Neuzeit. Bd. 9). Akademie Verlag, Berlin 2013, ISBN 978-3-05-004141-4.